# Bojkott, desinvesteringar och sanktioner

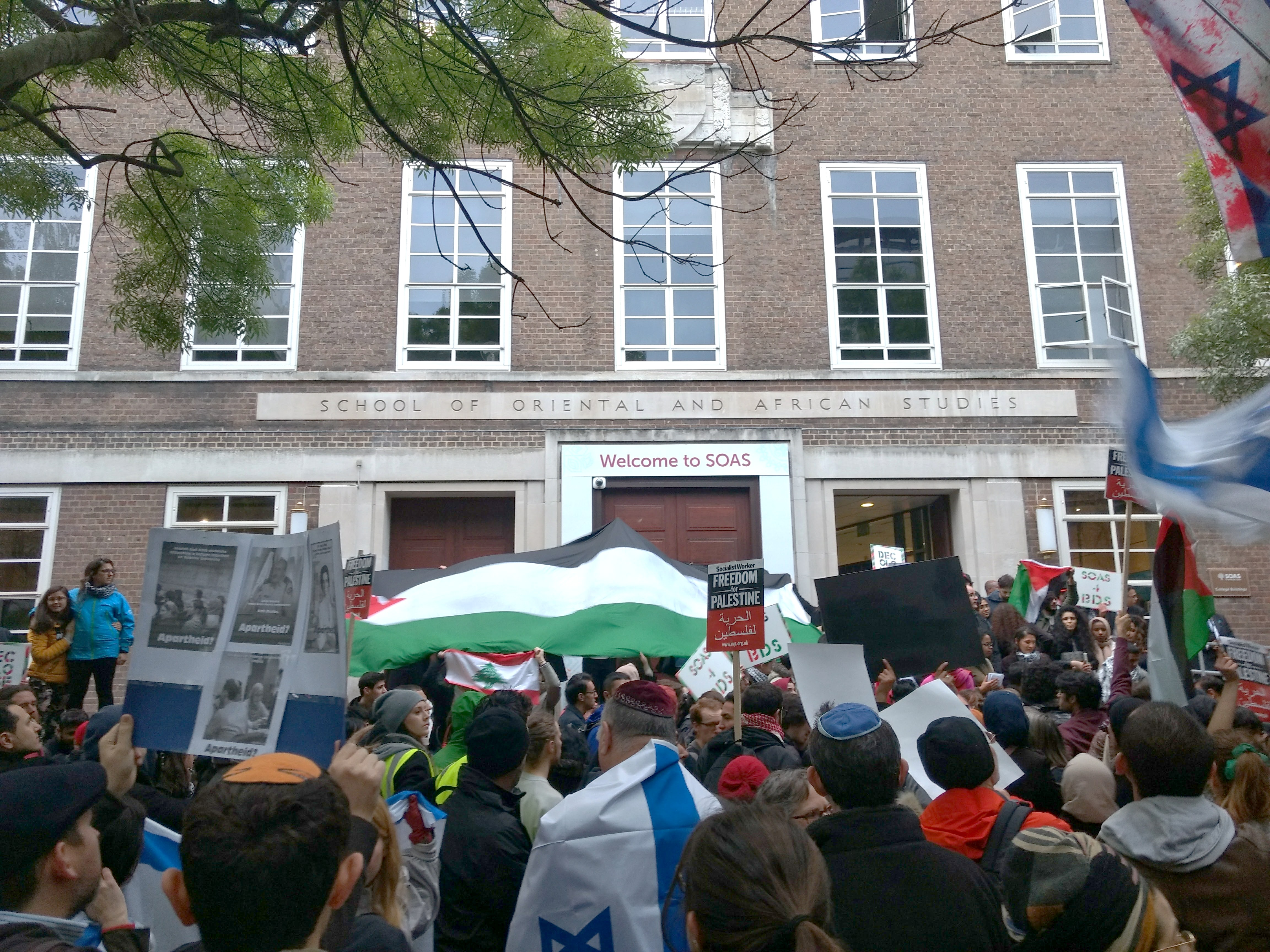
BDS-demonstration utanför School of Oriental and African Studies i London

Boycott, Divestment and Sanctions Movement (BDS) hänvisar till den internationella ekonomiska kampanj som inleddes den 9 juli 2005 med uppmaningen från 171 palestinska icke-statliga organisationer, "... för bojkott,  återkallande av investeringar och tillämpande av sanktioner mot Israel tills de följer internationell rätt och mänskliga rättighetsprinciper. ”[1] Kampanjens tre uttalade mål är:
- Avsluta "den israeliska ockupationen och koloniseringen av alla arabiska länder", liksom "avvecklingen av separationsmuren."
- Israels erkännande av de grundläggande rättigheterna för de palestinska arabiska medborgarna i Israel med full jämlikhet, och
- Israel att respektera, skydda och främja ”rättigheter för palestinska flyktingar att återvända till sina hem och egendom som föreskrivs i FN:s generalförsamlings resolution 194.”  [1]

Bojkott är de enskilda individernas redskap. Desinvesteringar innebär att företag drar tillbaka investeringar som stödjer den påstådda israeliska ockupationspolitiken. Sanktioner är politikernas och de internationella institutionernas verktyg att med handelshinder eller andra begränsningar i förbindelserna med Israel markera att man inte accepterar den påstådda ockupationspolitiken.

## Kritik
Kritiker menar att BDS-rörelsens ensidiga kampanj gör att man tar bort de incitament som kan få det palestinska ledarskapet att förhandla med Israel för närvarande, är antisemitisk, liknar historiska antisemitiska bojkotter som dem som nazisterna införde mot judiska butiker på 1930-talet och att det handlar om antisemitisk antisionism som tycks verka för att ta bort erkännandet av Israel.